# Расофор
Расофорът е първата, най-ниска степен на послушание и монашеско служение в православието.
Вярващият, който желае да стане монах, отначало се приема като послушник в манастира. Косата му се постригва кръстообразно, четат се определени молитви и послушникът получава право да носи расо и калимавка. Той обаче не дава обети и не приема ново, църковно име. Послушникът в тази степен все още е свободен да се върне в света, без да наруши обещанието (обета) си пред Бога.
Послушникът в тази степен се нарича още инок или расофорен монах.
Следващата степен в монашеското служение е схимата.